# Jens Stoltenberg
Jens Stoltenberg (Oslo, Noruega 1959) és un economista i polític noruec, ha ocupat els càrrecs de Primer Ministre de Noruega i President del Partit Laborista. És l'actual Secretari general de l'OTAN des de l'1 d'octubre de 2014.

## Biografia

### Naixement, orígens familiars i estudis
Va néixer el 16 de març de 1959 a Oslo, la capital de Noruega. És fill de Thorvald Stoltenberg, un dels polítics més prometedors de Noruega i Ministre d'Afers Exteriors (1987-1989 i 1990-1993) i de Karin Stoltenberg, que també va ésser ministra.
Va estudiar economia a la Universitat d'Oslo.

### Polític i Ministre
Va ésser Vice Ministre de Medi Ambient (1990-1991), Ministre d'Indústria (1993-1996) i Ministre d'Economia (1996-1997).

### Primer Mandat com a Primer Ministre (17 de març de 2000 - 19 d'octubre de 2001)
El 17 de març de 2000 va ser nomenat Primer Ministre. Va ser molt polèmic dins el seu partit, ja que va privatitzar diverses empreses estatals. En les eleccions del 10 de setembre de 2001 el partit va sofrir un dels seus pitjors resultats, un 24,3% dels vots.

### Segon Mandat com a Primer Ministre (17 d'octubre de 2005 - 16 d'octubre de 2013)
A les Eleccions legislatives noruegues de 2005 del 12 de setembre va guanyar, però amb majoria insuficient. Va formar una coalició amb el Partit Socialista d'Esquerra i amb el Partit de Centre, tot i que governa amb minoria. El 17 d'octubre de 2005 va ser investit 38è Primer Ministre de Noruega. A les eleccions del 14 de setembre de 2009 fou reelegit amb la mateixa coalició.